# マツダ・12A型エンジン
マツダ・12A型エンジンは、マツダ株式会社が開発・製造していた直列2ローターのガソリンエンジンである。
1970年にマツダ・カペラ（初代RX-2）のロータリーモデルの専用エンジンとして、当時の主力の10Aのローターハウジング幅を10 mm拡大し総排気量が1,146 ccの水冷2ローターエンジン。
「12A」という名称は、総排気量の1,146 ccから「12」と、1番目に開発された事から「A」を合わせ取った言葉である。

## 開発経緯
ロータリーエンジン（以下REと略する）の排気量は、最大燃焼室容積にローターの数をかけた数字で表すが、通常のレシプロエンジンとは動作原理が異なるので、レシプロエンジンと排気量を合わせる場合には「換算」という作業が必要となる。
日本の自動車税法は排気量によって税金が定められている。REの場合、税法上の排気量換算係数を「1.5」に定めるが、税法上の小型車の排気量の上限は、2,000 ccであった。前型の10A（491 cc x 2）が換算排気量で1,473 ccとなり、大衆車としての位置付けになった。当時5ナンバー車両において、排気量で1,500 cc以上2,000 cc未満が自動車税法で小型車という位置付けになっていた。
カペラは、小型車としてトヨタのコロナや日産のブルーバードと同様の車格（排気量1,800 cc程度）を持つことが販売施策上必要であった。このため、10Aをベースに工作機械の共用化を図り経費削減可能な1,800 ccクラスのに相応しい排気量を持つREとして、10Aのローターハウジング幅を60 mmから10 mm拡大することによって排気量増大を行ったエンジンである。

## 発展経緯
市販車としての発展経緯を記す。
主な改善・改良内容としては、「排気ガス規制対応前」「排気ガス規制対応と燃費改善」「過給による出力増強」の3ステージに分けられる。

### 排気ガス規制対応前
1970年から1973年までの期間。この間でもアメリカ向けの車両及び一部の日本向け車両に排気ガス対策システムのサーマルリアクターによるREAPSを採用しているが、本項目では、非REAPS搭載のエンジンに関して記す。

#### 12A
1970年から1973年。12Aの基本モデル。点火進角を変更することによって出力向上を図ったモデルが存在する。（120ps/125ps/130ps）。
- ローターハウジング
  - アルミダイカストのハウジングのトロコイド面に鉄の溶射層を設け、鉄の溶射層の上にクロムめっきを行い、クロムめっきの食いつきを改善した。またトロコイド面の排気ポートの形状を3孔のハニカム形状に変更することによって、排気ガスの排気ポートへの噴出速度を低下させると同時にマフラーの背圧を低減させることで、マフラーの容量低下を行った。その他の部分は、ベースとなった10Aと同じ構造を踏襲している

### 排気ガス規制対応と燃費改善
1973年から1981年までの期間。この間は、エンジン型式としてサブタイプの呼称もない。
主として、排気ガス規制対応のシステムによって内容が異なる。

#### REAPS1
1970年から1972年。アメリカのカリフォルニア州では、光化学スモッグ対策のため他州よりも厳しい排気ガス規制を行っていた。REは、NOxの排出は少ないが炭化水素（HC）の排出が多いので、HC対策をとらないとアメリカのカリフォルニア州での販売ができなかった。
REのHC対策として、排気管内に二次エアを供給し、HCを強制的に再燃焼させるためのサーマルリアクター技術を用いる浄化システムを採用した。サーマルリアクターでの酸化を促進させるために空燃比をリッチ側（13:1）にセットしているので燃費が悪かった。
エンジンには補機として、二次エア供給用のエアポンプ・二次空気制御用のコントローラーが付加されている。キャブレターがセミオートチョークに変更になっている。出力は、120 psが115 ps、130 psが125 psへとそれぞれ5 ps低下している。
- エンジン本体
  - ローターハウジング
  - 排気ガス温度の低下を防止するために、3孔のハニカムポートから1孔のポートに変更。排気ポートの出口側にポートライナーを設置して排気ガスがハウジングに直接触れないようにして温度低下を防止した。また、排気ポート内に排気ガスの流れに対して垂直方向に二次エア噴霧ノズルを設置した。
- エアポンプ
  - サーマルリアクターの反応用二次エアとサーマルリアクターの冷却用空気の空気を送るためにベーンタイプのエアポンプを採用し、エンジン前面のVベルトで駆動した。
- コントロール装置
  - 点火時期と二次エア流量のコントロールを同時に行う装置を採用。点火時期としては、リーディング側のみ点火を行う範囲を本装置にて新規に設定した。
- サーマルリアクター
  - 三重の一体溶接構造で、反応室の外側に冷却エア通路とインシュレーター層を設けている。排気ポートからのインレットパイプが反応室の中に設置され、排気ガスの反応室での滞留時間を増加させ、燃焼効率を上げるようにしている。
- プロテクター
  - 排気ガス処理に伴い排気菅の温度が上昇するので、サーマルリアクターからプリサイレンサーまでの排気菅にプロテクターを設置して、枯れ草の排気菅への接触時に発生する火災のリスクを軽減している。

#### REAPS2
1972年から1974年。REAPS1を改良して、アメリカのマスキー法や日本の50年規制対策車として市販された最初の量産車。
REAPS1の構造をベースに、減速時のエンジンの不整燃焼により発生するアフターバーンを防止するために、コースティングリッチャを設け、燃料の供給状況を改善した。また　燃焼温度がREAPS1より上がるので、排気菅全体をプロテクターで覆うようにした。

#### REAPS3
1973年から1974年。サーマルリアクターの形状を反転型に変更して、サーマルリアクターの反応性を改善。

13Bに採用した技術を取り入れた。

#### REAPS4
1974年から1975年。エンジンのガスシール性の改善/サーマルリアクターの反応性の改善/2次エア制御の改善の3項目によりREAPS3より約20%の燃費改善を実施

#### REAPS5
1975年から1978年。エンジン本体で一時側吸気ポート形状の変更/サーマルリアクターの反応性改善のため熱交換器による二次エアの加熱等の改善により気化器のセッティングをリーン側へ移行させることでREAPS3より約40%の燃費改善を実施

#### 希薄燃焼型ロータリーエンジン
1979年から1981年。三元触媒を排気ガス対策に採用。
REは、レシプロより未燃HCの排出が多いのでそのまま触媒で反応させると触媒が高温になり、触媒の熱劣化等の技術的問題があった。そのため　触媒に入る前のHCの排出量を、エンジン本体の改良と触媒流入前の前処理により削減させる必要がある。
エンジン本体の改良としては、「ガスシール性の改善」「点火エネルギーの向上」「減速時の失火の防止」でエンジンから発生する未燃HCを削減する。
- ガスシール性の改善
  - アペックスシールの分割位置を、サイドからアペックスシール摺動面（トップ）へ移動して、アペックスシールからの混合気も漏れを低減させた。
- 点火エネルギーの向上
  - 着実に点火させるために高エネルギー点火システムを開発。無接点式ディストリビューター・ICイグナイター・高エネルギー点火コイル・ワイドギャップ点火プラグが採用された。点火プラグは、4極タイプになり、リーディング側の点火プラグの電極位置を燃焼室側へ3mm近づけ着火性を向上させた。
- 減速時の失火防止
  - 減速時に発生する失火を防止するために、リア側の吸気通路にシャッターバルブを設置して、減速時に混合気をフロント側のみに吸入させて充填効率を二倍に上げて安定燃焼をさせている。
- 触媒に入る前処理としては、「排気ポート内での未燃HCの酸化」が挙げられる。
  - 排気ポートに空間を設けて、低速域および減速時に排気ポートに二次空気量を吹き込みこみ、未燃HCの酸化を行う。サーマルリアクターとの違いは、高温での処理を行わない（あくまでメインの浄化システムは触媒）ことである。
- 排ガス対策の触媒は、「2ベッド型触媒コンバーター」を採用し、反応性と耐久性を向上させている。
  - 具体的には、低速域と減速時には、触媒は酸化触媒として機能する。二次空気が排気ポートに供給され、触媒に排ガスが入る前にHCとCOを酸化させて触媒の孵化を低減後触媒で酸化を行う。中高速域では、排気ポートへの二次空気はカットされ、前方の触媒が三元触媒として働く。後方の触媒には、二次空気が供給され酸化触媒として機能してHCとCOを浄化する。結果としては、気化器のセッティングを理論空燃比に設定することによって、REAPS5より約20%の改善を実施。

#### 6PI
1981年から1985年。1ローターあたり2個のインテークポートにシリンダー状の回転するバルブを有する補助ポートが追加される。この補助ポートのバルブは、エンジン負荷によって開度が調整される (6-PI)。
結果として、1ロータあたりの吸気ポート数が従来の2個から3個になり、低回転域ではプライマリポートのみ/中回転域ではプライマリポート＋セカンダリポート/高回転域ではプライマリー＋セカンダリー+補助ポートが動作することになる。
この結果、プライマリーポートのオープンタイミングを遅らせることが可能となり、排気ポートとのオーバーラップ削減し充填効率を高めることが可能になった。またプライマリーポートの面積を小さくして、混合気の微粒化を改善することで、燃費と低速トルクの改善を行っている。

### 過給による出力増強
1982年から1990年まで。REとしては、初めてEGIを採用

#### 12A-T（反動型）
1982年から1983年。上記の12A-6PIをベースに反動型のシングルターボを採用。
当時ターボは省燃費デバイスであるという名目で認可されていたため、ノンターボの過去モデルより省燃費でないと認可が下りない時代であった。そのため、高出力のみならず省燃費のための技術内容を織り込む必要があった。
- エンジン本体
  - 吸気ポート
    - 1ローターあたり2個の吸気ポートを使用。過圧した空気を押し込むため、吸気孔の面積が狭くても押し込み充填効率を向上させることが可能。

  - インジェクター
    - プライマリーポートのみに設置して、吸気ポートに近い位置で噴射をおこなうセミダイレクト噴射を採用。さらに燃料の霧化を促進させるためにノズル先端部にエアブルード式通路と小穴の多数開いた樹脂製ミキシングプレートを設置した。

  - ローターハウジング
    - トロコイド面のクロムめっきをマイクロ・チャンネル・ポーラスめっきへ変更し、同時にトロコイド面へ直接オイルを供給する噴出孔を設置し潤滑性を改善した。

  - 排気ポート
    - 排気ポートの閉じるタイミングを遅らせて（排気ポート面積の拡大）、温度の高い排気ガスの吸気チャンバーへの流量を削減してノッキングの発生を抑えた。なお　排気ポートを閉じるタイミングは遅くなったが、プライマリーポートの開くタイミングとは、オーバーラップしないように設定している。

  - 排ガス対策
    - EGIの採用により、O2センサー付三元触媒に変更。
- ターボチャージャー
  - 日立製の反動型ターボチャージャーを採用。REの場合　レシプロより排気ガス温度が高いのでターボチャージャーの軸受部以外にハウジングにも冷却用のオイルジャケットを設置した。
    - 圧縮比: 8.5:1 無鉛レギュラーガソリン
    - 最高出力: 160 PS / 6,500 rpm
    - 最高トルク: 23.0 kgf·m / 4,000 rpm

#### 12A-T（衝動型）
1983年から1990年。上記の12A-T（反動型）をベースに衝動型のシングルターボを採用。
- ターボチャージャー
  - 日立製の衝動型ターボチャージャーを採用。反動型よりコンプレッサー径（63→56mm）/タービン径（62→57mm）と小型になったが、出力は向上すると同時に低回転域でのターボ効果が向上して、立ち上がり加速も向上した。
    - 圧縮比: 8.5:1 無鉛レギュラーガソリン
    - 最高出力: 165 PS / 6,500 rpm
    - 最高トルク: 23.0 kgf·m / 4,000 rpm

## レース用12Aの開発
レース用の12Aは、主として1970年代の日本国内の特殊ツーリングカー（TS）や富士グランチャンピオンレース（富士GC）の2座席スポーツカー用エンジン、1980年代になってからIMSAのGTU用エンジンとして開発が進められた。

### TS用としての開発
1970年のJAF-GPで、10AのREを搭載したファミリアは、スカイラインGT-R相手に大接戦を演じた。その結果として、REに対するツーリングカー規定がより厳しくなった。

具体的には、量産車からのポート形式の変更が禁止となり、ペリフェラルポートが使用禁止となった。
この内容を受けて、マツダは、ペリフェラルポートで300PSを目標に進めていた開発計画の大幅な変更が必要となった。
レース用エンジンとして重要なことは、より大量の混合気を燃焼室に入れ込むことである。そのためには、吸気ポートの面積の拡大が必須となる。
- サイドポート
  - オリジナルのサイドポートの形状をベースにローターの回転方向に拡大させることによって、インレットポートクローズのタイミングを遅くしてより高回転まで回せるようになる。
- ブリッジポート
  - サイドポートの面積をローター外周方向に拡大すると、ローター側面のコーナーシールが吸気ポートに落ち込むという課題がある。
  - コーナーシールの通り代を確保しその外側にオギジュアリーポートを設置し、吸気ポート面積を外周方向に拡大したのがブリッジポートである。
  - この加工によりオーバーラップを大きくとることができ、またポート面積が増えることによりサイドポート加工よりさらに高回転まで回せるようになる。
- セミインナーコンビネーションポート
  - ブリッジポートで開けたオギジュアリーポートを更に拡大させ、ローターハウジングのウォータージャケットを埋めたうえで削り込みポートを拡大させる。これによりペリフェラルポートに近いポート形状となる。

マツダは、1971年のシーズンまでは、ブリッジポートの12AでTSレースに参加していたが、出力的に低く、スカイラインGT-Rに対してリードを取ることができなかった。
1972年5月の日本GPにマツダは、セミインナーコンビネーションポートを搭載した12AをサバンナRX-3に搭載してスカイラインGT-Rに勝利する。ただし、このセミインナーコンビネーションポートの使用に関しては、スカイラインGT-Rサイドからツーリングカーのエンジン規定違反というクレームが出るが却下された。
1973年のシーズンにTS規定が「50台のホモロゲーションを取得すればエンジンヘッドや吸気ポート形式の変更が自由にできる」という内容に改定になった。マツダは、スポーツキットという形で、ペリフェラルポートの12Aの供給を行うようになった。
なお、マツダとしてのワークス活動は、1973年末の石油ショックを受けて停止する。以降のTSに関しては、マツダはスポーツキットの市場提供を行い、レース活動は、スポーツキットのメンテを行うディーラーに設置されたマツダスポーツコーナーが行うようになった。

### GC用としての開発
富士GCのメインである2座席スポーツカーレースは、1973年からエンジン規定が排気量2,000ccに変更になった。ただし、REに関しては、レシプロ換算で2,500ccまでのエンジンでの参戦が認められた。（国際自動車連盟でのREの換算係数は、2.0）この条件下では、12A（573ccX2）での参戦が可能であった。
一方マツダは、12Aのスポーツキットでペリフェラルポートの市場供給を1973年から開始した。この流れを受けて、一部のプライベーターは、12Aを富士GCの2座席スポーツカーレースへの使用を行う。マツダの契約レーサーもプライベートチームから、富士GCに参戦することになった。しかしながら、排気量2,000cc規定では、BMWのM12/6の出力が275PS/9,000rpmで圧倒的に強く主流を占めていた。
一方12Aは、元来TS規定のスポーツキットであるので、ウエットサンプの状態で250PS/9,500rpmの出力にとどまり,戦闘力が低くユーザ数も伸び悩み、好成績を収めることができなかった。マツダは、富士GCの打開策として13Bの使用を訴え、それが認められて以後13Bでの開発に全力を傾注していく。

### IMSA用としての開発
1979年、アメリカの販社からの要請でマツダは、デイトナ24時間レースに12A搭載のRX-7でIMSAのGT-Uクラスで初参戦して、クラス優勝と2位総合5,6位という好成績を上げた。GT-Uは、排気量2,500 cc未満の市販車を対象としてクラスである。
マツダのアメリカ販社は、このデイトナ24時間の好成績により、販社でIMSAのGT-Uへ継続して参戦することを決定した。販社は、アメリカでもスポーツキットをの販売を行う。その結果　多数のプライベーターがRX-7でのIMSA GT-Uクラスへの参戦を行うと同時に、スポーツキットをベースにチューニングアップを行うようになった。
マツダは、当時レーシング13Bの開発に集中していたが、12Aにフィードバック可能な内容は、積極的に反映していた。（ドライサンプ、機械式燃料噴射等）
その結果、12A自体の開発は、アメリカ販社と契約のあるチューナーが担うことになった。マツダはIMSA史上初の5年連続マニュファクチャラーズチャンピオン通算67勝をあげ単一車種最多記録を塗り替えた。

## 12Aの諸元
- 12Aの諸元内容を表に示す

| 呼称                    | 排ガス規制前        | REAPS5                     | 希薄燃焼                   | 6PI                        | 12A-T                      | スポーツキット      | スポーツキット                      | スポーツキット      |
| ----------------------- | ------------------- | -------------------------- | -------------------------- | -------------------------- | -------------------------- | ------------------- | ----------------------------------- | ------------------- |
| 用途                    | 市販車              | 市販車                     | 市販車                     | 市販車                     | 市販車                     | レース用            | レース用                            | レース用            |
| 年度                    | 1972年              | 1975年                     | 1979年                     | 1981年                     | 1983年                     | 1971年              | 1972年                              | 1973年              |
| 過給方式                | 無                  | 無                         | 無                         | 無                         | ターボ 衝動型              | 無                  | 無                                  | 無                  |
| 吸気方法                | 4バレルキャブ       | 4バレルキャブ              | 4バレルキャブ              | 4バレルキャブ              | EGI                        | ウエーバーキャブ    | ウエーバーキャブ                    | ウエーバーキャブ    |
| 吸気ポート形式          | サイド              | サイド                     | サイド                     | サイド                     | サイド                     | サイド ブリッジ     | サイド セミインナーコンビネーション | ペリ                |
| 吸気ポート総数          | 4                   | 4                          | 6                          | 6                          | 4                          | 4                   | 4                                   | 2                   |
| 排気ポート方式          | ペリ                | ペリ                       | ペリ                       | ペリ                       | ペリ                       | ペリ                | ペリ                                | ペリ                |
| 排気ポート総数          | 2                   | 2                          | 2                          | 2                          | 2                          | 2                   | 2                                   | 2                   |
| アペックスシール        | 6mm幅一体式カーボン | 3mm幅サイドカット2分割鋳鉄 | 3mm幅サイドカット2分割鋳鉄 | 3mm幅トップカット2分割鋳鉄 | 3mm幅トップカット2分割鋳鉄 | 6mm幅一体式カーボン | 6mm幅一体式カーボン                 | 6mm幅一体式カーボン |
| 圧縮比                  | 9.4                 | 9.4                        | 9.4                        | 9.4                        | 8.5                        | 9.4                 | 9.4                                 | 9.4                 |
| 最高出力（PS/rpm）      | 130/7,000           | 125/6,500                  | 130/7,000                  | 130/6,500                  | 165/6,500                  | 233/8,500           | 240/9,000                           | 250/9,500           |
| 最大トルク（kgf·m/rpm） | 16.3/4,000          | 16.5/4,000                 | 16.5/4,000                 | 16.5/4,000                 | 23.0/4,000                 | ー                  | ー                                  | ー                  |

## 12Aの搭載車

### 市販車
- 排ガス規制前
  - カペラ、サバンナGT
- REAPS
  - カペラ、ルーチェ、コスモ、RX-7
- 希薄燃焼
  - ルーチェ、コスモ、RX-7
- 12A-T
  - ルーチェ、コスモ、RX-7

### レーシングカー
- ツーリングカー
  - カペラ、サバンナ（RX-3）
- 2座席スポーツカー
  - シグマ・MC73、GC73、MC74
  - シェブロン・B23
  - MANA09
  - ローラ・T290、T292
- IMSA
  - RX-7